# Свадьба под виселицей

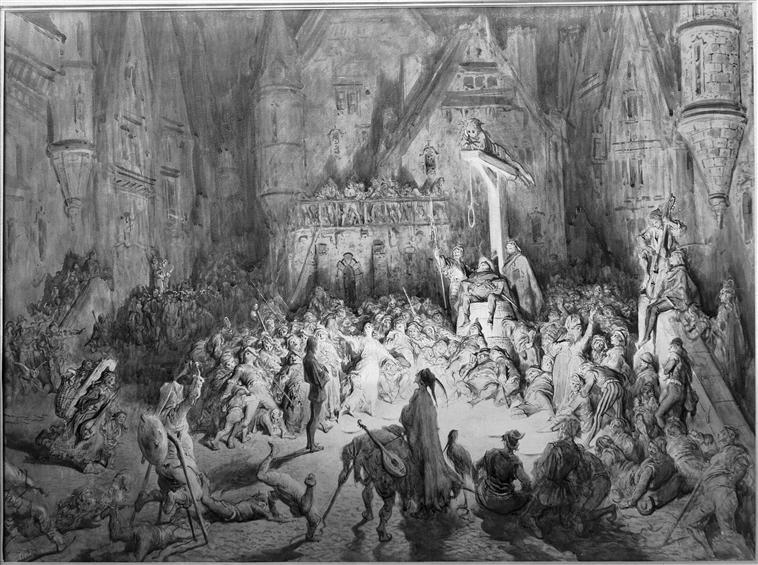
Двор чудес на иллюстрации Гюстава Доре к роману «Собор Парижской Богоматери» Виктора Гюго

«Свадьба под виселицей» — в средневековой Европе и позже традиция, согласно которой спасти осуждённого от казни могла та, кто на месте её совершения согласится выйти за него замуж. Более редкий случай, когда мужчина вызывался жениться на приговорённой к смерти. 

## История
«Обратные» случаи, когда мужчина вызывался жениться на приговорённой к смерти, были в основном связаны с детоубийствами. Так, в 1376 году во Франции помиловали 16-летнюю Анетт де Аранжи, обвинённую в детоубийстве. От смерти её спас Анри Буге, который заявил, что испытывает к ней «сострадание» и «любовь»: «[И просил], чтобы ему согласились её отдать и освободить [от наказания], дабы связать себя с ней узами брака как с [законной] женой и супругой». «Свадьба под виселицей» в различных вариантах была распространена практически по всей Европе. В соответствии с чешской нормой XIV века, человека, осуждённого на казнь, могла спасти его жена, обняв его или накрыв платьем. Обычай был распространён в Испании, откуда, предположительно, попал во Фландрию, где обратиться о спасении могли только проститутки. Вплоть до XVII века традиция фиксировалась в Германии, а в Швейцарии она сохранялась вплоть до 1725 года. В Польше обычай имел место на протяжении XVI—XIX веков и даже зафиксирован ещё в начале XX века.
Существует несколько точек зрения появления традиции. По одной из них, она восходит к германскому обычаю заключать брак между насильником и жертвой, при том условии, что семья пострадавшей давала на это согласие. По другой версии, источником могло послужить церковное право XI—XIII веков, согласно которому преследуемому за преступление могло предоставляться укрытие в церкви, монастыре, в доме епископа или аббата. Историк Пьер Лемерсье отмечал, что правом спасти подозреваемого от судебных властей обладали монахини: такое право убежища могло стать прообразом «свадьбы под виселицей». Ещё одним источником влияния может рассматриваться практика освобождение преступников по случаю празднования знаменательного государственного события: (восшествия на престол; торжественного въезда правителя в город; рождения наследника; возвращения из плена и т. д.)
Представители суда могли и не удовлетворить ходатайство, а зачастую помещали осуждённого в заключение. В таком случае был выход обратиться к правителю, чтобы добиться письма о помиловании (Lettre de rémission) и получить прощение. Практику просьбы о заключении брака обычно рассматривают как норму неписанного права, а также в контексте того, что обращение перед казнью должно было быть спонтанным. Однако имеются свидетельства, что в некоторых случаях имел место и предварительный сговор.

## В культуре
- Ироническая отсылка к традиции содержится в одной из баллад Франсуа Вийона (— Зато приятна песенка для слуха, // Как висельник венчается с доской, // И прут жених с невестой на покой!)[6].

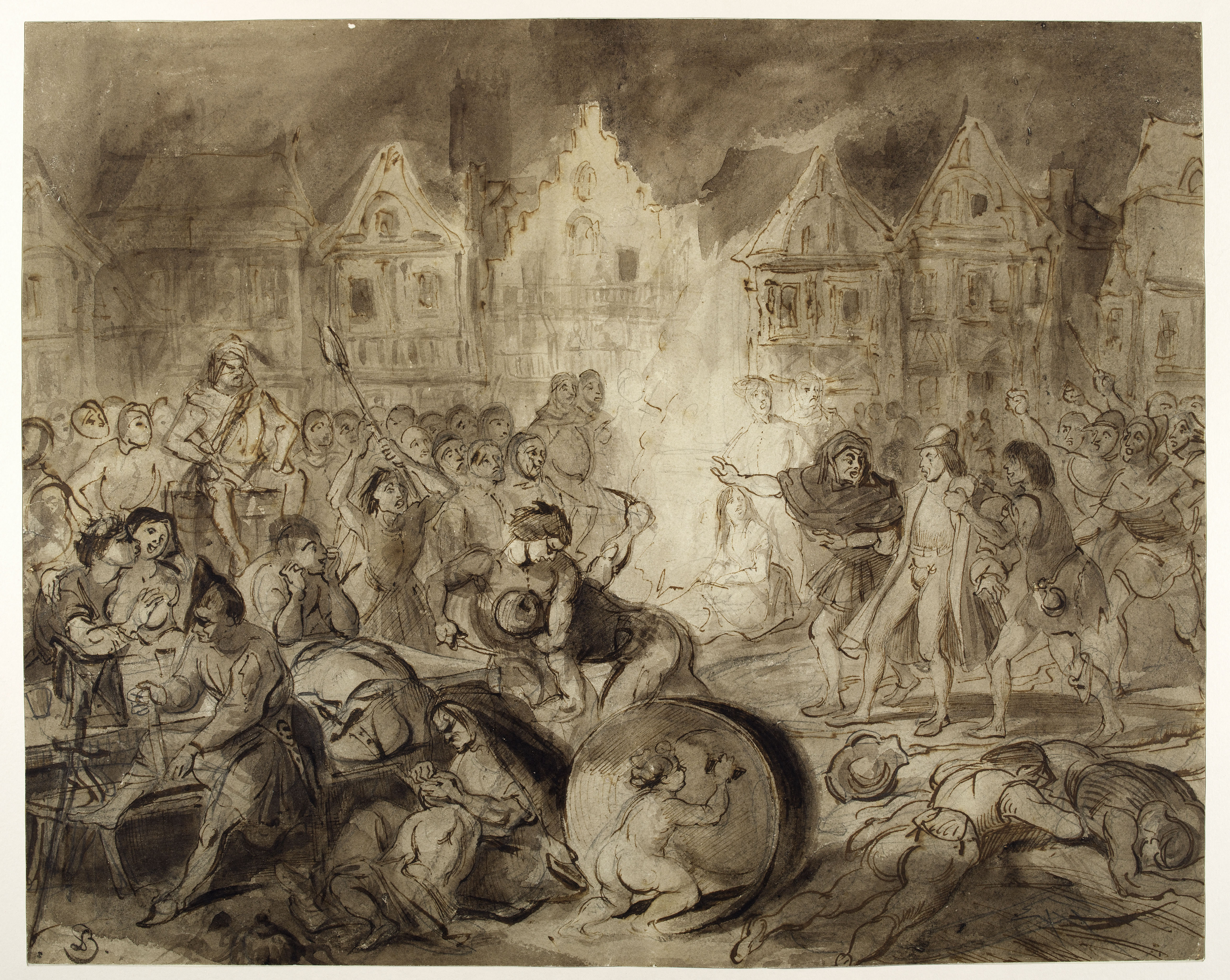
Луи Буланже. Гренгуар во Дворе чудес. Иллюстрация к роману «Собор Парижской Богоматери» Виктора Гюго

- В романе «Собор Парижской Богоматери» Виктора Гюго описывается схожий обычай. Поэт Пьер Гренгуар попадает в парижский Двор чудес, где проживают парижские нищие, воры и разбойники. Их предводитель Клопен обвиняет Пьера в незаконном вторжении на территорию Двора чудес и собирается его повесить. Поэт просит принять его в их сообщество, но не выдерживает сложного испытания. От казни его спасает уличная танцовщица цыганка Эсмеральда, пообещавшая выйти за него замуж. Об этом обычае Клопен вспоминает в последний момент[7]: «— Постойте! — воскликнул он. — Чуть не забыл!.. По нашему обычаю, прежде чем повесить человека, мы спрашиваем, не найдется ли женщины, которая захочет его взять. Ну, дружище, это твоя последняя надежда. Тебе придётся выбрать между потаскушкой и верёвкой»[8].

- В романе Шарля де Костера «Легенда о Тиле Уленшпигеле и Ламме Гудзаке, их приключениях — забавных, отважных и достославных во Фландрии и иных странах» Неле спасает от казни своего жениха Тиля Уленшпигеля. Адмирал Трелон объясняет произошедшее следующим образом: «— По правам и обычаям этой страны, — ответил Трелон, — установлено, как закон и право, что невинная или незамужняя девушка спасает человека от петли, если у подножья виселицы берёт его себе в мужья»[9].

- Эта традиция описана и в первой части романа Генрика Сенкевича «Крестоносцы», когда Дануся Юрандовна таким образом спасает от смерти Збышко из Богданца. Как писал Сенкевич, этот народный обычай «был не менее силён, чем закон», и даже король не мог ему воспротивиться[10].